# Cysteodemus armatus
Cysteodemus armatus là một loài bọ cánh cứng trong họ Meloidae. Loài này được LeConte miêu tả khoa học năm 1851.

## Hình ảnh

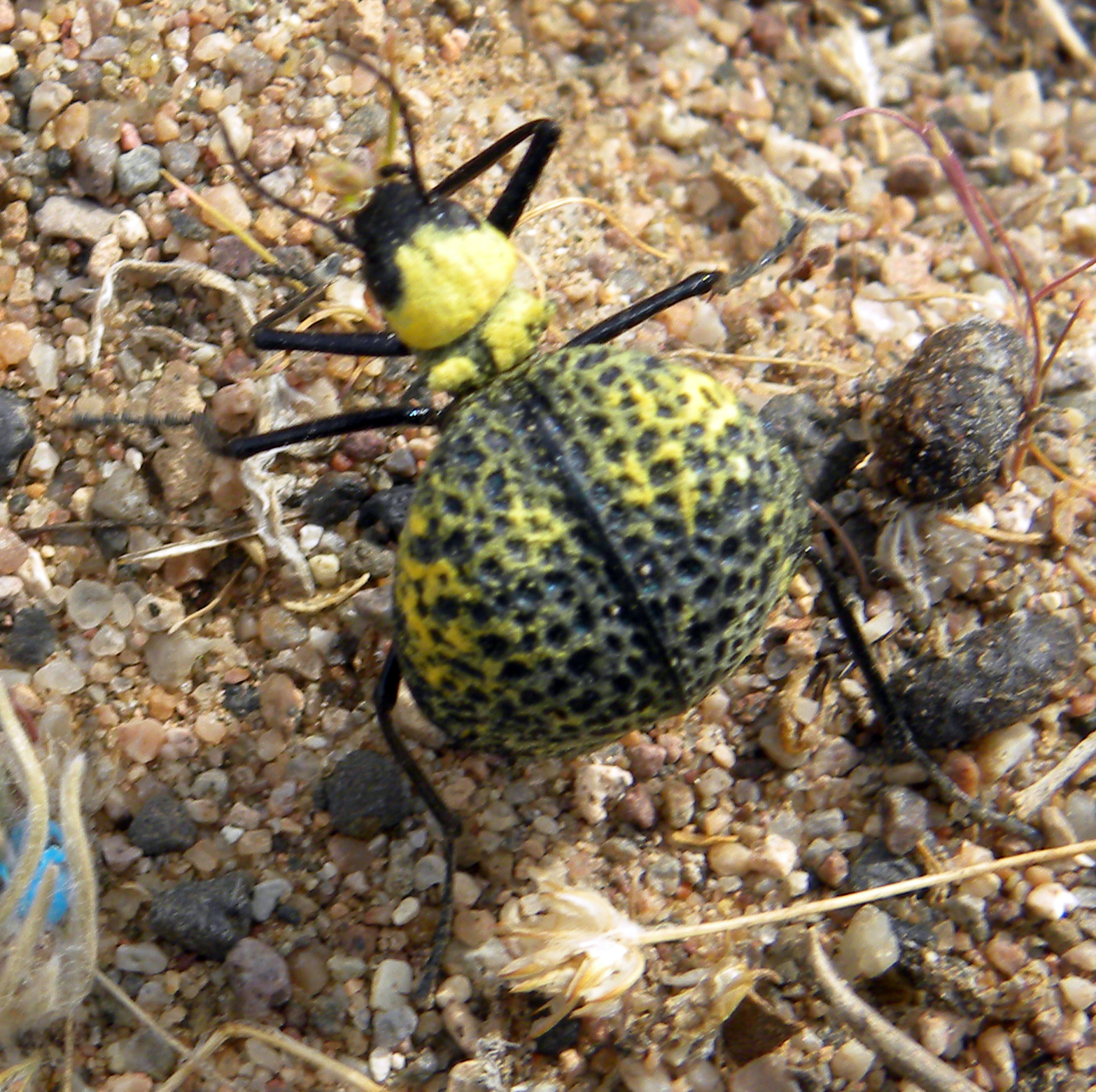